# خراست (ناحیه پلزن-تسیتی)
خراست (به چکی: Chrást) یک منطقهٔ مسکونی در جمهوری چک است که در ناحیه پلزن-سیتی واقع شده‌است. خراست ۹٫۸۴ کیلومتر مربع مساحت و ۱٬۸۶۹ نفر جمعیت دارد و ۳۴۲ متر بالاتر از سطح دریا واقع شده‌است.